# أكاديمية الوصول الدولية في نينغبو
أكاديمية الوصول الدولية هي مدرسة دولية خاصة تقع في نينغبو، الصين.

## الروابط الخارجية
1. ↑  acswasc نسخة محفوظة 18 أغسطس 2015 على موقع واي باك مشين.
2. ↑  acamis [وصلة مكسورة] نسخة محفوظة 03 سبتمبر 2011 على موقع واي باك مشين.
3. ↑  acswasc نسخة محفوظة 14 مارس 2012 على موقع واي باك مشين.
4. ↑  aian نسخة محفوظة 22 سبتمبر 2017 على موقع واي باك مشين.
5. ↑  earcos [وصلة مكسورة] نسخة محفوظة 06 أبريل 2010 على موقع واي باك مشين.